# Кульков, Николай Григорьевич
Николай Григорьевич Кульков (род. 4 апреля 1943, Мытищи, Московская область) — советский хоккеист, вратарь, телекомментатор, российский тренер.

## Биография
Николай Кульков родился 4 апреля 1943 года в городе Мытищи Московской области.
Занимался хоккеем с шайбой в «Труде» из Калининграда (сейчас Королёв).
Первые два сезона провёл в калининградской команде (в сезоне-1960/61 — «Труд», в сезоне-1961/62 — «Вымпел»).
В 1962 году перешёл в воскресенский «Химик», в составе которого в сезоне-1962/63 провёл 4 матча в чемпионате СССР. В следующем сезоне также был в заявке «Химика», но не провёл ни одного поединка и по ходу розыгрыша перебрался в киевское «Динамо», выступавшее во второй группе класса «А».
Выступал за киевскую команду, позже переименованную в «Сокол», вплоть до конца карьеры в 1975 году. За это время провёл в высшей лиге 117 матчей, в первой лиге — 114. В сезоне-1971/72 также играл в чемпионате Украинской ССР за киевский «Красный экскаватор».
В составе студенческой сборной СССР дважды выигрывал золотые медали хоккейных турниров зимних Универсиад — в 1966 году в Сестриере и в 1968 году в Инсбруке.
В 1979—1984 годах комментировал хоккейные матчи на украинском телевидении.
В сезоне-1992/93 был старшим тренером кувшиновского «Бумажника». В 2000—2004 годах был администратором московского «Спартака-2». В сезоне-2007/08 работал старшим тренером серовского «Металлурга».
В 2000-е годы работал судьёй-информатором на хоккейных матчах в ледовом дворце «Арена Мытищи».
Был председателем детско-юношеского комитета Федерации хоккея России.
Заслуженный работник физической культуры РФ (20 декабря 1996).
По состоянию на 2005 год жил в городе Юбилейный Московской области (сейчас часть Королёва).